# Danh sách đối tượng thiên văn

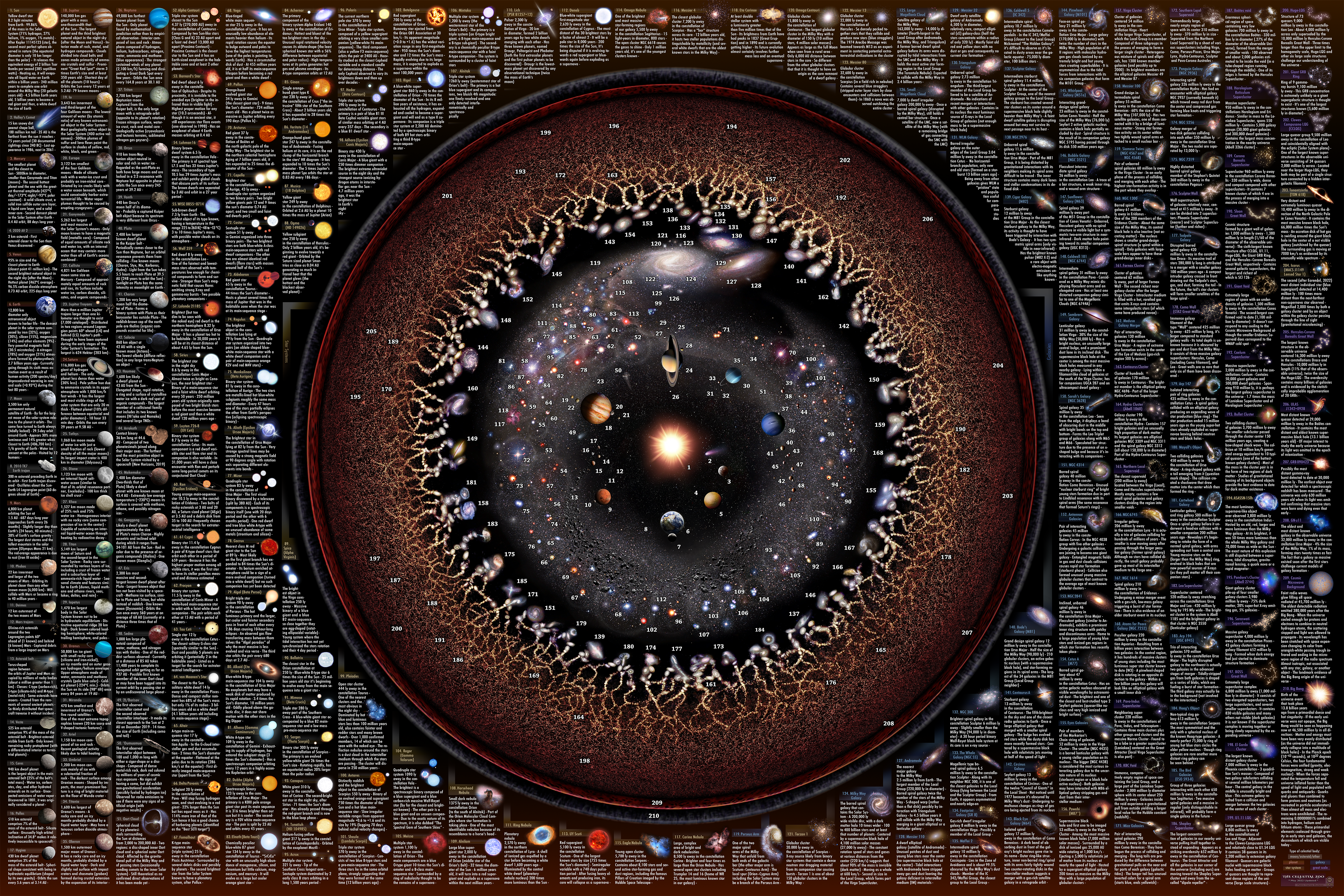
Các thiên thể thiên văn đáng chú ý và các đặc điểm vật lý đã biết của chúng.

Đây là danh sách các danh sách, được nhóm theo loại thiên thể.

## Hệ mặt trời
- Danh sách các vật thể trong Hệ mặt trời
- Danh sách các hành tinh Hệ Mặt trời
- Danh sách các vật thể trong Hệ Mặt trời xa Mặt trời nhất vào năm 2015
- Danh sách các vật thể trong Hệ mặt trời theo kích thước
- Danh sách các đặc điểm địa chất của Hệ mặt trời
- Danh sách các vệ tinh tự nhiên (mặt trăng)
- Danh sách các thiên thể nhỏ trong Hệ mặt trời
- Danh sách sao chổi
- Danh sách các trận mưa sao băng

Tiểu Hành tinh
- Danh sách các tiểu hành tinh
  - Danh sách các tiểu hành tinh đặc biệt
  - Danh sách các vệ tinh vi hình
  - Danh sách các vật thể ngoài sao Hải Vương
  - Danh sách các tiểu hành tinh không được đánh số
  - Danh sách các hành tinh lùn
  - Danh sách các hành tinh lùn có thể có

## Ngoại hành tinh và sao lùn nâu
- Danh sách hành tinh
- Danh sách ngoại hành tinh
  - Danh sách ngoại hành tinh lớn nhất
- Danh sách sao lùn nâu

## Các ngôi sao
- Danh sách các ngôi sao
  - Danh sách các ngôi sao gần nhất
  - Danh sách những ngôi sao sáng nhất
  - Danh sách các ngôi sao nóng nhất
  - Danh sách các ngôi sao sáng gần nhất
  - Danh sách các ngôi sao sáng nhất
  - Danh sách các ngôi sao lớn nhất
  - Danh sách các ngôi sao lớn nhất
  - Danh sách các ngôi sao nhỏ nhất
  - Danh sách các ngôi sao lâu đời nhất
  - Danh sách các ngôi sao có proplyds
  - Danh sách các ngôi sao biến đổi
  - Danh sách các sao biến đổi bán định kỳ
  - Danh sách các ngôi sao mờ một cách kỳ lạ
  - Danh sách các pulsar tia X
  - Danh sách sao lùn nâu
  - Danh sách các siêu tân tinh
    - Danh sách tàn tích siêu tân tinh
    - Danh sách các vụ nổ tia gamma

  - Danh sách sao lùn trắng

## Các chòm sao
- Danh sách các chòm sao
  - Danh sách các ngôi sao theo chòm sao
  - Danh sách các chòm sao theo diện tích
  - Danh sách các chòm sao được chỉ định của IAU

## Quần tinh
- Danh sách các cụm sao phân tán
- Danh sách các luồng xuất sắc
- Danh sách các hiệp hội xuất sắc gần đó và các nhóm di chuyển

## Tinh vân
- Danh sách các tinh vân
  - Danh sách các tinh vân tối
  - Danh sách các tinh vân khuếch tán
  - Danh sách các tinh vân hành tinh
  - Danh sách các tinh vân tiền hành tinh
  - Danh sách các tinh vân lớn nhất

## Thiên hà
- Danh sách các thiên hà
  - Danh sách các thiên hà
  - Danh sách các thiên hà có hệ thống cụm sao cầu phong phú nhất
  - Danh sách các thiên hà gần nhất
  - Danh sách các thiên hà được đặt tên theo con người
  - Danh sách các thiên hà xoắn ốc
  - Danh sách các thiên hà vòng cực
  - Danh sách các thiên hà vòng
  - Danh sách chuẩn tinh

Các thiên hà vệ tinh
- Danh sách các thiên hà vệ tinh của Dải Ngân hà
- Danh sách các thiên hà vệ tinh của Thiên hà Tiên Nữ
- Danh sách các thiên hà vệ tinh bị nghi ngờ của Triangulum

## Các nhóm và cụm thiên hà
- Danh sách các nhóm thiên hà
- Danh sách các cụm thiên hà
  - Danh sách các cụm Abell
- Danh sách siêu đám thiên hà

## Lỗ đen
- Danh sách các lỗ đen
  - Danh sách các lỗ đen
  - Danh sách các lỗ đen lớn nhất
  - Danh sách các lỗ đen gần nhất

## Danh sách khác
- Danh sách các cấu trúc vũ trụ lớn nhất
- Danh sách những thiên thể nắm giữ kỷ lục vật thể thiên văn ở xa nhất
- Danh sách các sao neutron lớn nhất
- Danh sách các hệ thống đa hành tinh

## Danh mục thiên văn
- Danh sách danh mục thiên văn
  - Danh sách thiên thể Messier
  - Danh sách thiên thể NGC
    - Danh sách thiên thể NGC (1-1000)
    - Danh sách thiên thể NGC (1001-2000)
    - Danh sách thiên thể NGC (2001-3000)
    - Danh sách thiên thể NGC (3001-4000)
    - Danh sách thiên thể NGC (4001-5000)
    - Danh sách thiên thể NGC (5001-6000)
    - Danh sách thiên thể NGC (6001-7000)
    - Danh sách thiên thể NGC (7001-7840)